# Omloop Het Volk 2003
De 58e editie van de Vlaamse wielerwedstrijd Omloop Het Volk vond plaats op 1 maart 2003.

## Uitslag
| rang | renner              | land      | ploeg                   | tijd       |
| ---- | ------------------- | --------- | ----------------------- | ---------- |
| 1    | Johan Museeuw       | België    | Quick·Step - Davitamon  | 5u 01' 15" |
| 2    | Max van Heeswijk    | Nederland | US Postal - Berry Floor | op 14"     |
| 3    | Paolo Bettini       | Italië    | Quick·Step - Davitamon  | z.t.       |
| 4    | Frank Vandenbroucke | België    | Quick·Step - Davitamon  | op 1'33"   |
| 5    | Tom Boonen          | België    | Quick·Step - Davitamon  | z.t.       |
| 6    | Filippo Pozzato     | Italië    | Fassa Bortolo           | op 2'36"   |
| 7    | Peter Farazijn      | België    | Cofidis                 | z.t.       |
| 8    | Romāns Vainšteins   | Letland   | Vini Caldirola          | op 3'32"   |
| 9    | Gabriele Balducci   | Italië    | Vini Caldirola          | z.t.       |
| 10   | Robbie McEwen       | Australië | Lotto - Domo            | z.t.       |

1945 · 1946 · 1947 · 1948 · 1949 · 1950 · 1951 · 1952 · 1953 · 1954 · 1955 · 1956 · 1957 · 1958 · 1959 · 1960 · 1961 · 1962 · 1963 · 1964 · 1965 · 1966 · 1967 · 1968 · 1969 · 1970 · 1971 · 1972 · 1973 · 1974 · 1975 · 1976 · 1977 · 1978 · 1979 · 1980 · 1981 · 1982 · 1983 · 1984 · 1985 · 1986 · 1987 · 1988 · 1989 · 1990 · 1991 · 1992 · 1993 · 1994 · 1995 · 1996 · 1997 · 1998 · 1999 · 2000 · 2001 · 2002 · 2003 · 2004 · 2005 · 2006 · 2007 · 2008 · 2009 · 2010 · 2011 · 2012 · 2013 · 2014 · 2015 · 2016 · 2017 · 2018 · 2019 · 2020 · 2021 · 2022 · 2023 · 2024 · 2025